# Comportament religiós en el Paleolític

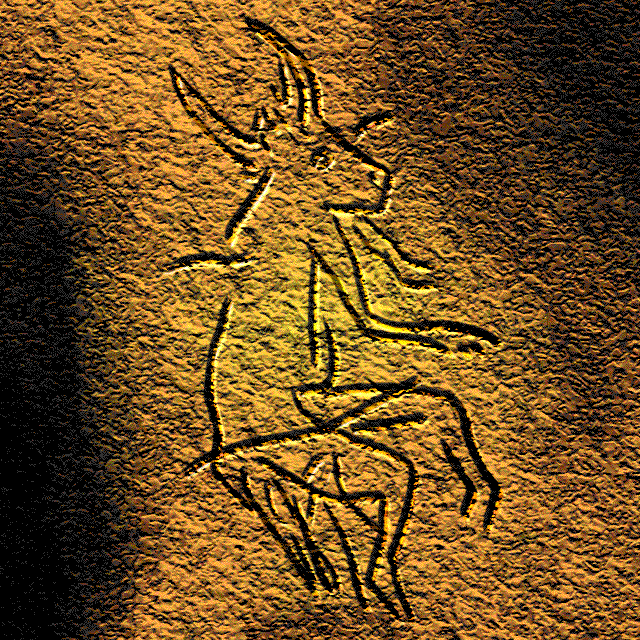
Dibuix d'un ésser mig animal mig humà en una pintura rupestre paleolítica a la Dordonya, França

El comportament religiós en el Paleolític designa les primeres manifestacions humanes d'interès pel sobrenatural, aparegudes a tot tardar al Paleolític superior, fa com a mínim 30.000 anys. Tanmateix, els patrons de comportament com els rituals d'enterrament que es poden caracteritzar com a religiosos, o com els seus precedents, s'inicien en al Paleolític mitjà, tan aviat com als 300.000 anys a.c, coincidint amb l'aparició d'Homo neanderthalensis i Homo sapiens. El comportament religiós combina aspectes com el ritual, l'espiritualitat, la mitologia i la màgia o animisme, fenòmens que poden haver seguit un desenvolupament per separat durant el Paleolític mitjà abans de combinar-se en “religió pròpiament dita”.
S'ha defensat que hi ha indicis de manifestacions d'experiència religiosa o espiritual al Paleolític inferior (significativament abans de 300.000 anys enrere i doncs anteriors a l'Homo sapiens), però són controvertits i tenen un suport limitat.

## Psicologia evolutiva de la religió
Generalment, hi ha un acord entre els científics cognitius que la religió és fruit de l'arquitectura del cervell, la qual va evolucionar aviat en la història humana. Tot i això, hi ha desacord sobre els mecanismes exactes que van conduir a l'evolució de la ment religiosa. Les dues escoles de pensament principals sostenen que o la religió va evolucionar a causa de la selecció natural i té un avantatge selectiu, o que la religió és un subproducte d'altres adaptacions mentals. Stephen Jay Gould, per exemple. creia que la religió era una exaptació, en altres paraules que la religió va evolucionar com a subproducte dels mecanismes fisiològics que van evolucionar per altres raons.
Tals mecanismes poden incloure l'habilitat per a inferir la presència d'organismes que podrien fer mal (detecció agent), l'habilitat per a idear narracions causals per a fets naturals (etiologia), i l'habilitat per a reconèixer que les altres persones tenen la seva pròpia ment, amb les seves creences, desitjos i intencions particulars, i l'habilitat per interpretar-la (teoria de la ment). Aquestes tres adaptacions (entre d'altres) permeten als éssers humans imaginar agents de determinació rere moltes observacions que podrien no explicar-se fàcilment de cap altra manera, p.e. el tro, el llamp, el moviment dels planetes, la complexitat de la vida, etc.
Alguns estudiosos han suggerit que la religió està "programada" genèticament en la condició humana. Una hipòtesi controvertida, la hipòtesi del Déu gen, afirma que alguns éssers humans tenen un gen que els atorga una predisposició a interpretar episodis com a revelacions religioses. Un gen que s'ha proposat que té aquesta naturalesa és el gen VMAT2.

## Paleolític inferior
James Harrod i Vincent W. Fallio proposen que l'espiritualitat va néixer en homínids pre-paleolítics o societats d'inicis del Paleolític inferior (olduvai), basant la seva hipòtesi en l'observació de l'"espiritualitat ximpanzé". El Paleolític inferior abasta el període de 2.5 milions-300.000 anys enrere i precedeix l'emergència dels humans moderns. Les principals espècies humanes durant aquest període inclouen Homo habilis, Homo erectus i l'Homo heidelbergensis. Tot i això, el punt de vista antropològic establert recolza que és més probable que la humanitat desenvolupés les seves primeres creences religioses i espirituals durant el Paleolític mitjà o Paleolític superior.

### Increment de la mida del cervell
La ment religiosa és una conseqüència d'un cervell que és prou gros com per a formular idees religioses i filosòfiques. Durant l'evolució humana, el cervell homínid va triplicar la seva mida, fins fa 500.000 anys. La major part de l'augment de volum es deu a l'expansió del neocòrtex. Aquesta part del cervell està involucrada en processar funcions cognitives d'ordre superior que són necessàries per a la religiositat humana. El neocòrtex és responsable de l'autoconsciència, el llenguatge i l'emoció. D'acord amb la teoria de Dunbar, la mida relativa del neocòrtex de qualsevol espècie es correlaciona amb el nivell de complexitat social de l'espècie en qüestió: està correlacionada amb un nombre de variables socials com l'extensió i complexitat dels comportaments de companyonia del grup social. En els ximpanzés el neocòrtex ocupa el 50% del cervell, mentre que en els humans moderns ocupa el 80% del cervell.
Robin Dunbar argumenta que el fet crític en l'evolució del neocòrtex va tenir lloc en l'especiació de l'homo sapiens arcaic fa uns 500 mill anys. El seu estudi indica que només després de l'especiació, el neocòrtex és prou gran com per a processar fenòmens socials complexos com el llenguatge i la religió. L'estudi es basa en una anàlisi de regressió de la mida del neocòrtex inspirat en un nombre de comportaments socials d'homínids vius i extints.

### Ús d'eines
Lewis Wolpert argumenta que les creences causals que van emergir de l'ús d'eines van jugar un rol important en l'evolució de la creença. La indústria d'eines complexes requereix una imatge mental d'un objecte que no existeix físicament abans de la fabricació efectiva de l'artefacte. A més a més, cal una comprensió prèvia de la forma en què l'eina es podria fer servir i els efectes que se n'obtindria, cosa que requereix una comprensió de la causalitat. D'acord amb això, el nivell de sofisticació de les eines de pedra és un indicador útil de creences causals. Wolpert manté que l'ús d'eines compostes per més d'un component, com les destrals de mà, representa una habilitat per entendre causa i efecte.

## Paleolític mitjà

### Enterraments paleolítics
La primera evidència de pensament religiós es manifesta en el tractament ritual dels morts. La majoria d'animals només presenten un interès superficial pels morts de les seves pròpies espècies. L'enterrament ritual doncs representa un avenç significatiu en el comportament humà. Els enterraments rituals representen una consciència de vida i mort, i una possible creença en el més enllà. Philip Lieberman afirma que " és clar que els enterraments amb aixovars signifiquen pràctiques religioses i la preocupació pels morts que transcendeixen la vida quotidiana."
El Paleolític mitjà i l'Edat de Pedra mitjana abasten el període de 300.000 a 50.000 anys enrere. És durant aquest període que es troben algunes de les proves més significatives de pràctiques religioses. Tot i que és un aspecte disputat, les proves suggereixen que els neandertals van ser els primers homínids a enterrar intencionadament els morts, en tombes superficials juntament amb eines de pedra i ossos d'animals. La presència d'aquests aixovars poden indicar una connexió emocional amb els difunts i possiblement una creença en el més enllà. Els jaciments d'enterraments neandertals inclouen Shanidar a l'Iraq, la cova de Kebara a Israel i Krapina a Croàcia (130.000 bp). Alguns estudiosos, tot i això argumenten que aquests cossos poden haver estat dipositats per raons seculars.
D'acord amb les troballes d'ossos de 32 espècimens d'Homo heidelbergensis en una fossa d'Atapuerca, els humans podrien haver començat a enterrar els seus morts molt abans, durant el Paleolític inferior tardà (300.000 aC). Però aquesta teoria és amplament qüestionada en la comunitat científica. En diversos jaciments, com Combe-Grenal i Abri Moula a França, s'han trobat ossos de neandertals amb marques de tall que poden implicar que els neandertals poden haver practicat el ritual d'excarnació per raons religioses, com algunes cultures humanes contemporànies.
El primer enterrament humà no discutit data de fa 90.000 anys. Les restes esquelètiques humanes del doble enterrament d'una mare i el seu fill tacades d'ocre a la cova Skhul de Qafzeh, Israel, daten de quan començaven les migracions africanes d'humans moderns cap a Llevant. Al jaciment es van trobar una varietat d'aixovars, incloent-hi la mandíbula d'un porc senglar salvatge als braços d'un dels esquelets. Els emplaçaments de l'edat de pedra mitjana de la mateixa franja de temps també mostren un ús creixent d'ocre, un pigment que es pensa que només té valor simbòlic. Aquestes troballes han guiat a investigadors com Lieberman a creure que la ment religiosa ha existit durant com a mínim 100.000 anys:
| « | "Els rituals d'enterrament que incorporen aixovars els poden haver inventat els homínids anatòmicament moderns que van emigrar des de l'Àfrica fins a l'Orient Mitjà fa 100.000 anys". | » |

Matt Rossano suggereix que el període entre 80.000 -60.000 anys després que els humans s'enretiressin del Llevant cap a l'Àfrica va ser un període crucial en l'evolució de la religió.

### L'ús del simbolisme
L'ús del simbolisme en religió és un fenomen universal establert. L'arqueòleg Steven Mitchen manté que és comú en pràctiques religioses d'involucrar la creació d'imatges i símbols per a representar éssers i idees sobrenaturals. Com que els éssers sobrenaturals violen els principis del món natural, sempre hi haurà una dificultat en comunicar i compartir conceptes sobrenaturals amb d'altres. Aquest problema es pot superar ancorant-los a formes materials a través de l'art representatiu. Quan es tradueixen en formes materials, els conceptes sobrenaturals esdevenen més senzills de comunicar i entendre. L'associació de l'art i la religió fa que,les evidències de simbolisme en el registre fòssil és indicativa d'una ment capaç de pensaments religiosos. Def et, tant l'art com el simbolisme demostren una capacitat per al pensament i la imaginació abstractes necessària per a construir idees religioses. Wentzel van Huyssteen afirma que la translació del no visible a través del simbolisme va permetre als primers avantpassats humans sostenir creences en termes abstractes.
Algunes de les primeres proves de comportament simbòlic s'associen amb jaciments de l'Edat de Pedra mitjana a l'Àfrica. Hi ha l'evidències d'ús de pigments com l'ocre de fa almenys 100.000 anys. Els pigments són de poca utilitat pràctica per als caçadors-recol·lectors. Així doncs, l'evidència del seu ús s'interpreta com a simbòlic o amb finalitats rituals, i l'ocre encara és àmpliament emprat així entre les poblacions caçadores-recol·lectores existents al voltant del món. S'ha argumentat que és universal entre les cultures humanes pel color vermell que representa la sang, el sexe, la vida i la mort.

### Culte animal
Nombrosos arqueòlegs proposen que les societats del Paleolític mitjà, com les societats neandertals, també poden haver practicat, a més dels seus enterraments (presumiblement religiosos) dels morts, la primera forma de tòtem o adoració animal. Emil Bächler en particular suggereix (basant-se en proves arqueològiques de coves del Paleolític mitjà) que va existir un culte neandertal a l'os àmpliament estès durant el Paleolític mitjà. Altres proves que apunten a l'adoració animal al Paleolític mitjà (70.000 aC) es troben als turons de Tsodilo (Ngamiland, Botswana) al desert del Kalahari, on hi ha una roca gegant semblant a una pitó a la vora de la qual s'han trobat grans piles de puntes de llança trencades i acolorides i s'hi ha descobert una cambra secreta dins una cova. Les puntes de sageta trencades fan pensar en ofrenes de sacrifici. D'altra banda, la pitó és important i objecte de culte per als caçadors-recol·lectors boiximans contemporanis, qui són els descendents del poble que va idear el ritual als turons de Tsodilo i poden haver heretat la seva adoració de la pitó dels seus avantpassats distants del Paleolític mitjà.
Els cultes animals documentats als període Paleolític superior, com el culte a l'os, poden haver tingut els seus orígens en aquests hipotètics cultes animals del Paleolític mitjà. L'adoració als animals durant el Paleolític superior estava lligada amb rituals de caça. Per exemple les proves arqueològiques d'art i restes d'ossos revelen un culte a l'os que aparentment haver inclòs cerimònies de sacrifici en les quals es disparaven disparaven sagetes a un os que es rematava d'una punyalada als pulmons. L'animal era enterrat ritualment al peu d'una estàtua d'argila representant un os i coberta amb la seva pell. El crani i el cos s'enterraven separats.

## Paleolític superior

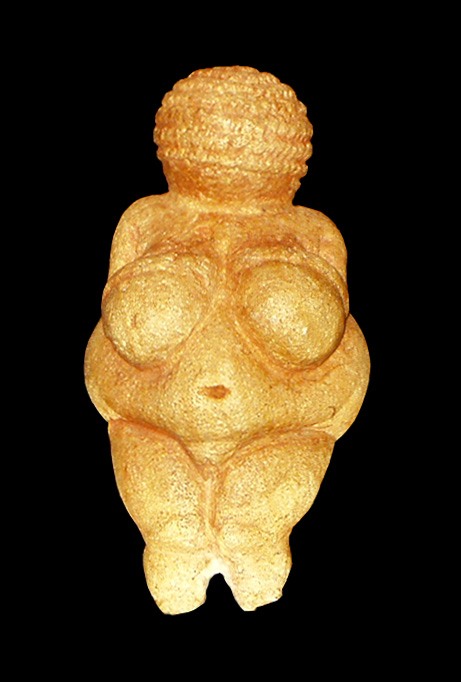
La Venus de Willendorf, una estàtua que es pensa que hauria tingut una funció religiosa per la gent del Paleolític

Sovint es qüestiona que l'ús de l'ocre demostri el simbolisme, per ser un indicador massa indirecte. Alguns científics, com Richard Klein i Steven Mitchen, només reconeixen com a primeres mostres d'idees abstractes les formes ambigües d'art que van aparèixer fa cap a 50.000 anys durant la transició del Paleolític mitjà al superior. L'evidència creixent d'enterraments amb aixovars i l'aparició de les imatges antropomòrfiques i pintures rupestres pot suggerir que els humans al Paleolític superior creien en éssers sobrenaturals. Les pintures rupestres de la Cova de Chauvet s'han datat en uns 32.000 anys d'antiguitat i les de Lascaux en 17.000. A Lascaux hi ha figures antropomòrfiques que presenten característiques humanes i animals (mig humanes mig ocells, mig humanes mig lleons) que alguns han interpretat com a indicadors de creences xamanístiques. Es pensa que en el Paleolític superior antic probablement tots els membres del grup participaven per igual en les cerimònies religioses i que les formes de religió amb autoritats religioses i especialistes rituals a temps parcial com xamans, sacerdots i "homes medicina" van aparèixer més tardanament i van acabar esdevenint relativament comuns i integrals a la vida religiosa. L'enterrament conegut d'un xaman indiscutiblement més antic es remunta al Paleolític superior antic (prop del 30.000 aC) a l'actual República Txeca, i era dona. A més, és possible que les religions del Paleolític superior - com les religions animistes i politeistes contemporànies i històriques - creguessin en l'existència d'una sola deïtat creadora al costat d'altres éssers sobrenaturals com els esperits animistics.
Vincent W. Fallio escriu que els cultes als avantpassats van sorgir primer en les societats complexes del Paleolític superior i argumenta que les seves elits (semblants a les de molts caçadors-recol·lectors complexos contemporanis com els tlingit) podrien haver utilitzat rituals especials i el culte als avantpassats per a consolidar el seu control del grup convencent els seus membres que posseïen un lligam amb el món dels esperits que els atorgava tant el domini sobre elmón físic com accés al reialme espiritual. Les societats secretes podrien haver tingut una funció similar en aquestes societats complexes quasi-teocràtiques, i haver diferenciat les pràctiques religioses d'aquestes cultures en les esferes separades de la religió popular i la religió elitista.
La religió sovint era apotropaica i involucrava màgia simpàtica. Les figuretes de "Venus" - que es troben abundantment en el registre arqueològic del Paleolític superior - serien un exemple de màgia simpàtica paleolítica: la gent les podria haver fet servir per a assegurar-se l'èxit caçant i per afavorir la fertilitat de la terra i de les dones. Els estudiosos de vegades han explicat les figuretes de Venus del Paleolític superior com a símbols d'una deessa de la terra semblant a la Gea grega o com a representacions d'una deessa que és la legisladora o mare dels animals. James Harrod les ha descrit com a representatives de processos transformadors espirituals xamanístics femenins (i masculins).

### Desenvolupament del llenguatge
La religió ha de poder-se transmetre d'un individu a un altre i, doncs, requereix un sistema de comunicació simbòlica, com el llenguatge. Philip Lieberman afirma que "el pensament i el sentit moral religiosos humans reposen clarament sobre una base cognitivolingüística". Des d'aquesta premissa l'escriptor científic Nicholas Wade afirma: "Com la majoria de comportaments que es troben en societats d'arreu del món, la religió havia d'estar present en els humans ancestrals abans que tingués lloc la dispersió des de l'Àfrica fa 50.000 anys. Encara que els rituals religiosos normalment involucren la dansa i la música, també són molt verbals, ja que les veritats sagrades s'han d'afirmar. Si és així, la religió, com a mínim en la seva forma moderna, no pot precedir l'emergència del llenguatge i, per tant, també aquest hauria emergit fa més de 50.000 anys."

### Moralitat i vida en grup
Igual que les societats caçadores-recol·lectores existents, els humans del Paleolític superior vivien en grups que podien arribar a tenir uns quants centenars d'individus. El creixement de les comunitats en el curs de l'evolució humana hauria requerit el desenvolupament de mecanismes amb prou força per a assegurar la cohesió del grup. La moralitat podria haver evolucionat en aquestes bandes de 100 o 200 persones com a mitjà de control social, resolució de conflictes i solidaritat del grup.
El psicòleg Matt J. Rossano afirma que la religió va sorgir després de la moralitat i es va construir sobre aquest substrat, estenent la funció de vigilància del comportament individual a agents sobrenaturals com els avantpassats, els esperits i els déus. En el control per part d'agents omnipresents en el reialme social, els humans van trobar una estratègia efectiva per a contenir l'egoïsme i construir grups més cooperatius. La religió hauria tingut un valor adaptatiu en augmentar la capacitat de supervivència del grup.

## Fris cronològic
- 300.000 anys enrere – Primera evidència (discutida) d'enterrament intentionat dels morts. Llocs com Atapuerca a Espanya, que té ossos d'uns 32 individus en una fossa dins d'una cova.[50]
- 130.000 anys enrere – Primeres proves indiscutibles d'enterrament intencional. Els neandertals enterraven els seus morts en llocs com Krapina a Croàcia.[17]
- 100.000 anys enrere – L'enterrament ritual conegut més antic d'humans moderns a Qafzeh a Israel. Hi ha un doble enterrament del que es pensa que són una mare i un nen. Els ossos s'han tenyit d'ocre. Cap a 100.000 anys enrere els humans anatòmicament moderns van migrar cap a l'orient mitjà des de l'Àfrica. Tot i això el registre fòssil d'aquests humans s'acaba després dels 100.000 anys enrere, cosa que fa creure als estudiosos que aquelles poblacions van extingir-se o van tornar a l'Àfrica.[51][52]
- 100.000 a 50.000 anys enrere – Ús creixent d'ocre en diferents jaciments de l'Edat de Pedra mitjana. L'ocre vermell es pensa que hauria jugat un rol important en el ritual.
- 70.000 anys enrere – Traces del culte de la pitó descobertes a la regió Ngamiland de Botswana.[53]
- 50.000 anys enrere – Els humans han desenvolupat els trets associats amb el comportament humà modern. Moltes proves venen dels jaciments de l'Edat de Pedra tardana de l'Àfrica. El comportament humà modern inclou habilitats com el llenguatge modern, el pensament abstracte, el simbolisme i la religió.[52]
- 42.000 anys enrere – Enterrament ritual d'un home al Llac Mungo d'Austràlia. El cos està esquitxat de copioses quantitats d'ocre - vist com a evidència que els australians havien portat amb ells rituals religiosos des de l'Àfrica.
- 40.000 anys enrere – El Paleolític superior comença a Europa. Una abundància de proves fòssils inclouen enterraments elaborats dels morts, figuretes de Venus i art rupestre. Les figuretes de Venus es pensa que representen deesses de la fertilitat. Les pintures rupestres de Chauvet i Lascaux semblen demostrarl'existència del pensament religiós.
- 30.000 anys enrere – Primer enterrament conegut d'un xaman.[39]
- 11.000 anys enrere – Comença la revolució neolítica.